# 日本シンセサイザープロフェッショナルアーツ
一般社団法人 日本シンセサイザープロフェッショナルアーツ（にほんシンセサイザー・プロフェッショナルアーツ、Japan Synthesizer Professional Arts）は、日本のシンセサイザー・プログラマーの団体。略称「JSPA」。
旧名は「日本シンセサイザープログラマー協会」。

## 概要
かつては、コンピュータで演奏した音楽は「機械が演奏したものであり人間による実演ではない」とされ、「楽器を演奏せず」「コンピュータで音色・音階等をプログラミングする」人間は実演家として扱われず、著作隣接権の各種二次使用料が分配されないという状況であった。そのようなシンセサイザー・プログラマーの公的地位向上および連帯を目的として1988年に設立された。1994年、日本芸能実演家団体協議会に加盟。これによりシンセサイザー・プログラマーが実演家と認定される事となった。
2012年10月1日付けで、任意団体から一般社団法人に体制変更。
2016年6月1日付けで、組織変更の上、現名称に変更した。

## 活動内容
セミナーイベント
- シンセサイザーフェスタ、大音学会（日本作編曲家協会と共催）など

MIDI検定
- MIDI検定試験問題の作成及び採点、公式ガイドブック執筆など

権利擁護
- 著作権・著作隣接権の普及啓発活動など

## JSPA事務局
事務局長
- 天野翔

## メンバー
代表理事
- 浅田祐介

常務理事
- 守尾崇

専務理事
- 上杉尚史

理事
- 江夏正晃
- 野見山美貴
- 鶴田美音

監事
- 角谷仁宣

相談役
- 氏家克典

顧問
- 藤井丈司

- 小島高則

名誉会員
- 浅倉大介
- 大浜 和史
- 藤井 丈司
- 松武 秀樹
- 向谷実
- モーガン・フィッシャー

永久会員
- 助川 宏
- 青山 忠英

正会員
- 相原耕治
- 愛森泉
- 青山忠英
- 浅田祐介
- 安達練
- 天野翔
- 荒井尊
- 安倍均
- 飯田高広
- 戌井将明
- 上杉尚史
- 氏家克典
- 梅﨑俊春
- 梅原篤
- 枝本哲也
- 遠藤雅章
- 大竹徹夫
- 大山健
- 岡村里香
- 奥野功一
- 加藤雅春
- 角谷仁宣
- 亀井陽一郎
- 川島基宏
- 川添穣
- 河底秀和
- 川本比佐志
- 喜久川均
- 北城浩志
- 北林崇
- 國友孝純
- 栗山善親
- 近藤晶子
- 斎藤茂彦
- 坂元俊介
- 坂本健太郎
- 笹山喜則
- 佐藤純之介
- 佐藤隆一
- 佐藤智浩
- 篠田元一
- 渋谷年治
- 鷹空黎
- 高橋拓也
- 田沼'ebizo'伸彦
- 塚田耕司
- 伴野由季
- 内藤朗
- 長坂憲道
- 長月秋霖
- 中西利彦
- 中村晋
- 中村康就
- 中山信彦
- 根岸貴幸
- 野見山美貴
- 橋本茂昭
- 林秀幸
- 平沢栄司
- 深澤秀行
- 福田裕彦
- 福田竜太
- 藤井丈司
- 藤田謙一
- 藤原章人
- 船橋識圭
- 松本賢
- 丸尾稔
- nicolai maruhama
- 三上智子
- 美島豊明
- 村上章久
- 守尾崇
- 森下晃
- 山岡広司
- 山口隆啓
- 吉田潔
- 吉田誠
- 渡邊篤紀
- 渡部潤一
- 渡部チェル

上記及び名誉会員を含む全86名

団体会員
- ARTURIA
- CME PRO .LTD
- UVI JAPON
- 株式会社インターネット
- 株式会社エムアイセブンジャパン
- 株式会社銀座十字屋 ディリゲント事業
- 株式会社コルグ
- 株式会社スリープフリークス
- 株式会社フックアップ
- 株式会社ヤマハミュージックジャパン
- 株式会社REON
- クリプトン・フューチャー・メディア株式会社
- ローランド株式会社